# Guaranita yaculica
Espèce
Guaranita yaculica est une espèce d'araignées aranéomorphes de la famille des Pholcidae.

## Distribution
Cette espèce est endémique d'Argentine. Elle se rencontre dans les provinces de Salta, de Jujuy et de Corrientes.

## Description
Le mâle holotype mesure 1,00 mm et la femelle décrite par Torres, Pardo, González-Reyes, Rodríguez Artigas et Corronca en 2016 mesure 1,00 mm.

## Étymologie
Son nom d'espèce lui a été donné en référence au lieu de sa découverte, Aguas Blancas-Yaculica.

## Publication originale
- Huber, 2000 : New World pholcid spiders (Araneae: Pholcidae): A revision at generic level.Bulletin of the American Museum of Natural History, no 254, p. 1-348 (texte intégral).